# Jean II de Brunswick-Grubenhagen
Pour les articles homonymes, voir Jean II.
Jean II (mort le 18 janvier 1401) est un prince de la maison des Welf. duc de Brunswick-Lunebourg, il règne conjointement sur la principauté de Brunswick-Grubenhagen de 1361 à 1364.

## Biographie
Deuxième fils du duc Ernest Ier, il succède à son père en 1361 conjointement avec ses frères, alors qu'il est chanoine à Hildesheim jusqu'en 1362. Dès 1364, il renonce au monde et devient moine franciscain et chanoine à Einbeck jusqu'en 1366, puis chanoine à collégiale Saint-Victor devant Mayence. Il est enfin prieur de l'Ordre des Chartreux[Où ?] de 1378 à 1401.